# Приборкання норовливої (фільм, 1961)
«Приборкання норовливої» — радянський чорно-білий художній телефільм 1961 року. Екранізація однойменної п'єси Вільяма Шекспіра.

## Сюжет
Екранізація комедії Вільяма Шекспіра про горду і неприступну красуню Катаріну, дочку багатого патриція Баптиста, яка робить все можливе, щоб принизити своїх наречених. Але знаходиться дворянин з Верони Петруччо, який зумів підпорядкувати собі її непокірну вдачу.

## У ролях
- Людмила Касаткіна — Катаріна
- Андрій Попов — Петруччо
- Володимир Благообразов — Баптист
- Ольга Красіна — Біанка
- Володимир Зельдін — Люченціо
- Антоній Ходурський — Греміо
- Марк Перцовський — Гортензіо
- Сергій Кулагін — Груміо
- Володимир Сошальський — Траніо
- Лев Шабарин — Біонделло
- Микола Неронов — Вінченцо
- Микола Сергєєв — старий вчитель
- Рафаїл Ракітін — Куртіс
- Олексій Попов — режисер театральної постановки
- Павло Винник — служка в церкві
- Петро Вишняков — єпископ
- Юрій Нікулін — керівник церковного хору хлопчиків
- Микола Пастухов — кухар
- Ніна Сазонова — годувальниця

## Знімальна група
- Сценарна розробка і постановка фільму — Сергій Колосов
- Оператор —  Володимир Яковлєв
- Художники — Ніссон Шифрін,  Василь Голіков
- Композитор —  Олександр Голубєнцев
- Звукооператор — Євген Кашкевич